# Гвардейский полевой Жандармский эскадрон
Гвардейский полевой жандармский эскадрон  — кавалерийская часть русской императорской гвардии.
Старшинство: 27 декабря (8 января) 1815 года. Полковой праздник: 6 декабря, день Святого Николая Чудотворца. Дислокация: Санкт-Петербург. В источниках встречаются наименования — Гвардейский Жандармский полуэскадрон, Лейб-гвардии Жандармский полуэскадрон, Гвардейская Жандармская команда, Гвардейский Жандармский эскадрон, Жандармский лейб-гвардии полуэскадрон.

## История
- 27 декабря 1815 года[3][4][5] — сформирован гвардейский Жандармский полуэскадрон. В другом источнике указано что в 1814 году в Гвардейский корпус включен лейб-гвардии жандармский полуэскадрон[6].
- 6 января 1816 года — дарованы права старой гвардии.
- 16 марта 1816 года — переименован в лейб-гвардии Жандармский полуэскадрон.
- 1828 год — находился на театре военных действий при штабе Гвардейского корпуса.
- 18 сентября 1876 года — переформирован в гвардейскую Жандармскую кадровую команду.
- 24 августа 1877 года — в связи с мобилизацией Гвардейского корпуса команда развернута в гвардейский Жандармский эскадрон.
- 1877—1878 годы — русско-турецкая война:

6.10.1877 года — участвовал в сражении при д. Горный Дубняк.
16.10.1877 года — участвовал в занятии д. Телиш.
- 23 октября 1878 года — по возвращении с боевых действий эскадрон вновь свернут в кадровую команду.
- 12 августа 1887 года — команда переименована в гвардейский полевой Жандармский эскадрон.
- 1914 — 1918 годы — Первая мировая война:

2 августа 1914 года — заступил на охрану и внутреннюю службу при Ставке Верховного Главнокомандующего Великого Князя Николая Николаевича в Барановичах.
6 августа 1915 года — передислоцирован в Могилев в Ставку Главковерха Императора Николая II.
- 4 марта 1917 года — гвардейский полевой Дежурный (ординарческий) эскадрон.
- 13 февраля 1918 года — прибыл с фронта в Петроград.
- 3 апреля 1918 года — расформирован.

## Командиры
- 17.03.1816-22.01.1818 — капитан Савич, Франц Иванович
- 23.01.1818-06.12.1818 — капитан Кожин 1-й, Николай Артамонович
- 31.12.1819-28.01.1821 — капитан Семевский, Арсений Васильевич
- 23.07.1821-03.09.1827 — капитан Миллер, Фёдор Иванович
- 11.09.1827-17.11.1828 — капитан Альбрехт, Павел Иванович
- 11.02.1829-14.01.1834 — капитан Циммерман, Егор Любимович
- 21.01.1834-25.06.1837 — капитан Кандиба, Тимофей Данилович
- 14.07.1837-19.04.1842 — капитан Бевад, Иван Христианович
- 19.04.1842-17.08.1846 — капитан Колен, Александр Антонович
- 25.08.1846-31.12.1847 — капитан Свадковский, Феликс Петрович
- 01.01.1848-11.04.1854 — капитан Гриневич
- 26.05.1854-02.02.1859 — капитан Манжет
- 02.02.1859-30.08.1865 — капитан Полубинский, Михаил Александрович
- 31.10.1865-24.05.1870 — капитан Селивачев, Иван Дмитриевич
- 24.05.1870-30.08.1874 — капитан Селивачев, Феодосий Дмитриевич
- 30.08.1874-16.02.1877 — капитан Рерберг, Александр Фёдорович
- 17.02.1877-28.05.1878 — полковник Шевич, Степан Дмитриевич
- 29.06.1878-23.04.1881 — полковник барон фон Вольф, Оттон Осипович
- 03.05.1881-08.08.1884 — полковник Друри, Егор Васильевич
- 16.09.1884-12.10.1893 — полковник Каменский, Евгений Семёнович
- 13.10.1893-02.11.1905 — полковник Ионов, Леонид Дмитриевич
- 03.11.1905-24.07.1914 — полковник (с 1913 генерал-майор) Саханский, Сергей Петрович
- 25.07.1914-25.03.1918 — полковник Скрипчинский, Николай Андреевич

## Обмундирование чинов эскадрона
Эскадрон комплектовался исключительно из рядовых и унтер-офицеров гвардейской кавалерии, отслуживших не менее года. Масть коней в эскадроне — серая.
За основу формы чинов эскадрона была принята форма гвардейской кавалерии — с светло-синим базовым цветом, красным прибором и серебряным металлом. У всех чинов на воротнике и обшлагах размещались гвардейские петлицы, а на головном уборе — изображение Андреевской звезды. Всем чинам был положен аксельбант и цветной вальтрап, а также каски и вооружение кирасирского образца. Эти особенности униформы эскадрон в общих чертах сохранил вплоть до конца своего существования, в отличие, например, от Корпуса жандармов, сменившего светло-синюю основу на темно-синюю. Следует заметить, что, как и некоторые другие части гвардейской кавалерии, эскадрон пережил достаточно бурную эпоху двух последних царствований практически без существенных изменений во внешнем виде обмундирования, в отличие от пехоты (в том числе, гвардейской), артиллерии, армейской кавалерии.
27 декабря 1815 года — новоучрежденному лейб-гвардии Жандармскому полуэскадрону (Л-Гв. Ж п/э) установлено то же обмундирование, что и Жандармскому полку, но у нижних чинов с желтыми гвардейскими нашивками; с желтыми эполетами, вместо погон, и с желтым аксельбантом, вместо белого, а у офицеров кроме серебряных петлиц, еще с серебряным вышитым кантом на воротнике, рукавных клапанах и обшлагах; вальтрапы назначены также как у Жандармского полка, но с двумя рядами желтого басона (у офицеров серебрянаго галуна), и с желтыми у нижних чинов вензелями и коронами, обшитым красным шнуром; амуниция и вооружение как и у гвардейских драгун.
3 апреля 1816 г. — всем строевым чинам полуэскадрона в будни установлено ношение светло-синих панталон под цвет мундира, белые же установлены только при параде; в походе иметь серые рейтузы с светло-синими лампасами и красною выпушкой.
24 июня 1816 г. — тем же чинам иметь обшлага разрезные, без клапанов; у офицеров с двумя серебряными петлицами.
15 Мая 1817 г. — офицерам в строю и при параде быть в перчатках с крагами, по образцу кирасирских.
В 1820 году нашивки на мундиры трубачей начали нашивать чаще прежнего, вокруг всего воротника.
29 Марта 1825 г. — для нижних, строевых чинов, за беспорочную службу, установлены нашивки, на левом рукаве: за 10-ти летнюю службу — одна, за 15-ти летнюю — две, за 20-ти летнюю — три, одна, над другой; все из желтой тесьмы.
12 апреля 1826 г. — Всем строевым чинам, вместо бывших у них белых панталон и ботфорт, даны чакчиры уланского образца, по цвету мундира из светло-синего сукна, с выпушкой в боковых швах и красными лампасами; у нижних чинов с кожаной обшивкой внизу; такие же лампасы установлены и на рейтузах, вместо прежних светло-синих.
15 сентября 1826 г. — Нижним чинам, выслужившим беспорочно установленные годы и добровольно остающимся на службе, установлены на левом рукаве нашивки из золотого галуна, как указано выше в статье о гренадерских полках.
30 декабря 1826 г. — Вместо палашей установлены сабли, образца введенного 8 октября 1827 г. во всех гвардейских и армейских кавалерийских полках.
1 января 1827 г. — На офицерских эполетах, для различия чинов, установлены кованые звездочки цвета противоположного прибору.
9 мая 1827 г. — Всем строевым чинам даны каски нового образца с висящим плюмажем, шире и длиннее прежнего, с прежним прибором, одинаковые с утверждёнными в это же время для армейских кирасирских полков.
19 июня 1827 г. — Офицерам указано носить сюртуки и шинели светло-синего сукна по цвету мундиров, с красной выпушкой, с красными же на воротниках шинелей клапанами (петлицами).
14 декабря 1827 г. — Установленную 15 сент. 1826 г. нашивку на левом рукаве у нижних чинов указано иметь серебряную из унтер.-офицерского галуна.
24 марта 1828 г. — У мундиров н. ч. воспрещено носить перетяжки.
9 июля 1829 г.- На рейтузах офицеров и нижних чинов отменены лампасы, оставлены только одни выпушки в боковых швах.
26 декабря 1829 г. — Всем строевым чинам установлены пуговицы на обмундировании с выпуклые изображением двуглавого орла.
8 июня 1832 г. — Офицерам дозволено носить усы.
15 апреля 1834 г. — Лядунки и перевязи установлены по новому образцу с уменьшением величины крышек и ширины перевязей.
2 мая 1834 г. — Для более удобного действия саблями, эфесы их указано переделать по новому образцу, как в армейских драгунских полках.
4 февраля 1835 г. — Утверждены каски нового образца, ниже прежних, одинаковые с введенными в армейских кирасирских полках.
28 февраля 1835 г. — Нижним чинам как конным, так и пешим, присвоено по одному пистолету.
27 марта 1835 г. — Нижним чинам в пешем строю указано носить ружья в правой руке по примеру лейб-гвардии Конно-гренадерского полка, а в конном — по-прежнему в бушматах.
11 августа 1835 г. — Унтер-офицерам по примеру рядовых, присвоены ружья.
31 января 1838 г. — На шинелях н. ч., вместо 12, установлено 11 пуговиц, как в армейских кирасирских полках.
9 октября 1836 г. — Трубачам для помещения пистолетов установлены чушки особого образца, пристегиваемые к седлу сверх вальтрапа с левой стороны, а для патронов иметь лядунки с перевязями, как у прочих нижних чинов.
17 января 1837 г. — Утверждены правила ношения сабли при сюртуке для офицеров, аналогичные принятым в гренадерских и уланских полках.
14 февраля 1837 г. — Трубачам, которым в конном строю присвоены пистолеты, а для патронов — лядунки с перевязями, указано надевать эти лядунки и в пешем строю.
15 июля 1837 г. — Утверждена новая форма офицерских шарфов, одинаковая с гренадерскими полками.
17 декабря 1837 г. — Утверждена новая форма офицерских эполет с прибавлением 4-го тонкого витка.
11 января 1838 г. — Утверждено описание офицерского седла, аналогичного принятому в армейских драгунских полках.
23 февраля 1838 г. — Утверждены правила о установленных 9 окт. 1836 г. пистолетных чушках при седлах, аналогичные принятым в армейских драгунских полках.
4 января 1839 г. — Офицерам на чакчирах и рейтузах указано спереди бантов не иметь и вообще носить их совершенно гладкими, согласно с формой, установленной для нижних чинов.
16 октября 1840 г. — Утверждено правило о серебряных шевронах для нижних чинов, аналогичное принятому в гренадерских полках.
23 января 1841 г. — Большие воротники офицерских шинелей установлены длиною в 1 арш., начиная от нижнего края малого воротника.
8 апреля 1843 г. — Всем стр. чинам на конце аксельбантов, между петлями и металлическими наконечниками, указано узлов не иметь; бывшие прежде у темляков нижних чинов шерстяные кисти заменены, по примеру полков легкой кавалерии, кожаными. Этого же числа, для взаимного отличия нижних чинов, установлены нашивки на эполетах и погонах в порядке, присвоенном для Жандармского полка, но с заменой армейского басона гвардейским.
10 мая 1843 г. — Крышки на лядунках, пришитые к ящику, установлены в длину 4.5, в ширину по верхнему краю 4 7/8, в ширину по нижнему краю 5 5/8 в-ка.
2 января 1844 г. — На околыше офицерских фуражек установлена кокарда общего образца.
27 января 1845 г. — Прежние каски с высоким плюмажем заменены новыми с висячим султаном, у трубачей из красного, у прочих чинов из белого конского волоса, по образцу касок, введенных в гвардейских кирасирских полках, гербы на них оставлены прежние. На тех же касках, вместо гренад с султанами, для употребления, когда будет приказано, указано иметь высеребренные двуглавые орлы.
13 сентября 1840 г. — Утверждены кобуры к ударным пистолетам.
9 января 1848 г. — Штаб и обер-офицерам в те дни, когда после развода назначена праздничная форма, дозволено для прогулок надевать сюртуки при чакчирах и касках с султанами.
25 апреля 1848 г. — На чемоданах отменен клапан с пуговицами.
24 декабря 1849 г. — У золотых сабель, жалуемых за храбрость, установлен золотой гриф эфеса.
30 марта 1851 г. — Лядуночные перевязи установлены шириною в 1 в-к с прежней капсюльной сумочкой.
13 августа 1853 г. — Офицерам в походной форме, при сюртуках без шарфов, указано носить портупеи поверх сюртуков.
15 ноября 1853 г. — Утверждены описания сворачивания солдатских шинелей, офицерского вьюка и мелочных вещей, необходимых кавалеристу — как в кирасирских полках.
18 февраля 1854 г. — Правила, установленные для легко-кавалерийского вьюка 15 нояб. 1853 г., распространены и на Л.-гв. Жандармский полуэскадрон.
29 апреля 1854 г. — Генералам и офицерам в военное время установлены походные шинели одного цвета и покроя с солдатскими, с галунными погонами приборного металла.
1855-1856 гг. — Мундиры и вицмундиры фрачного типа заменены полукафтанами; на мундирах в определенных случаях офицерам разрешено ношение погон (по типу — как на шинелях, но не вшивных, а съемных) вместо эполет.
1856 г. — уточненная форма звезды на касках чинов Л-Гв Жп/э (30345); в том же году дополнительно уточнено ношение султана (при походной форме) и орла на каске (30797).
5 марта 1857 г. О некотором изменении головных уборов жандармов. Офицерам и нижним чинам Л-Гв. Жп/э, ЖП и ЖК при корпусах вместо кожаной каски установлена стальная как в 1 кирасирской дивизии с медным прибором. В Л-Гв. Жп/э — на каске Андреевская звезда, белый двуглавый орел или белый султан — в соответствии с формой (31567).
20 октября 1862 г. (38814) — Введена новая форма одежды для чинов Эскадрона. Для офицеров — все без изменений, кроме частичной измененной формы аксельбанта. Для нижних чинов: каска стальная с медным прибором, орлом белого цвета и султаном белого цвета (у трубачей — красного); шапка синего цвета с красными выпушками, желтым бассоном с синей полосой на околыше, черным лакированным ремешком; мундир двубортный на 8 пуговицах, синего сукна, воротник скошенный и обшлага прямые одного сукна с мундиром, красные выпушки: воротник, борт, полы, обшлага, тремысковые карманные клапаны, желтые петлицы с синей полосой (две или одна — для унтер-офицеров) на воротнике и обшлагах (две) — последние с пуговицами на верхних концах). На мундирах трубачей — красные наплечники и бассонная желтая расшивка рукавов и наплечников. Эполеты нижних чинов из желтой шерсти с красным подбоем, из той же шерсти — аксельбанты на левом плече. Чачкиры синие с лампасами и кантом красного цвета. Шаровары — светло-синего сукна с красной выпушкой. Галун унтер-офицеров, пуговицы и т. д. — белого прибора. Белые перчатки — лосиной кожи. Из той же кожи — портупея с медной фурнитурой; кобура (чушка) белой кожи. На лето устанавливался полотняный китель. Шинель серая, с синими петлицами и красной выпушкой; погоны — красные, пуговицы оловянные с орлом. Вальтрап легко-кавалерийского образца, синий, с красной выпушкой, проложен двумя рядами желтой тесьмы, вензель — желтого цвета.
2 августа 1872 г. Л-Гв. Жп/э при всех формах установлена каска по примеру кирасирских полков, ношение шапки прежнего образца без герба и султана — для «домашнего употребления». Все отмененные гербы и султаны шапок нижних чинов сдаются на интендантские склады (51165).
16 сентября 1872 г. (в дополнение к ВП от 2 августа т.г. (51165)) Прежние шапки-кепи в Л-Гв. Жп/Э (как и во всем КЖ) заменяются фуражками по примеру кирасир. Каски остаются существующего образца (51303).
1908 г. В рамках общей реформы военной формы частично изменена униформа чинов эскадрона. При парадной форме 1908 г. полагалась такая же каска, как и гвардейским кирасирам, но посеребренная. На парадах в присутствии Императора и вне строя на неё надевался орел, в других случаях — гренада. Мундир — светло-синий, с такими же воротником и обшлагами (воротник, обшлага, борт, боковые карманы — с алой выпушкой). У офицеров — серебряные, у нижних чинов — оранжевые петлицы; галун на воротнике и обшлагах — серебряный. Синие шаровары с алой выпушкой. Чакчиры — цвета мундира, с алым двухрядным лампасом. Офицерские эполеты — гвардейского пехотного образца, серебряные с алой выпушкой, у нижних чинов — оранжевые с алыми выпушкой и двумя такими же полосками. На правом плече у офицеров серебряный аксельбант, у нижних чинов оранжевый. Лядунка — серебряная, с Андреевской звездой, перевязь — серебряная, без выпушек. Портупея с посеребренным галуном, ремни — с белым шелковым подбоем. Пояс у нижних чинов — белый, лосиный, с серебряной пряжкой. Сабля — офицерская кавалерийская, обр. 1909 г. Фуражка: тулья и окатыш — светло-синие, на тулье и околыше алые выпушки. Погоны — алые со светло-синей выпушкой, петлицы — светло-синие. Вальтрап — светло-синий с алой выпушкой, лампас — такой же, вензеля — золотые (желтые). Револьверный шнур — белый, с оранжевыми и черными нитями.

## Знаки отличия
- 17 апреля 1878 года формированию пожалованы знаки на головные уборы с надписью: «За отличие в Турецкую войну в 1877 и 1878 годах»